# Гариб Мирза
Абба́с-ша́х (? — август, 1498), также известный как Гари́б Мирза́ и носивший лакаб аль-Мустанси́р Билла́х III — 34-й имам из низаритской ветви касимитов (также касим-шахи) общины исмаилитов.
Он наследовал своему отцу, Абд ас-Салам-шаху, после его смерти в 1493-4 годах в Анджудане. Согласно устной низаритской традиции, он умер в 1496-7 годах, но надпись в его мавзолее датируется августом 1498 года. Согласно низаритской традиции, ему наследовал его сын Абу Зарр Али, известный как Нур ад-Дин.
Гробница имама Шах Гариба Мирзы, была посещена и задокументирована историками Ивановым и Ибрахимом Дихканом. Надгробие его могилы гласит:
Это деревянный ящик (сандук) шаха Мустансира Би’ллаха, сына шаха Абд ас-Салама. Написано 10-го мухаррама 904 / 29 августа 1498 года.
О шах, сомнений нет, как на тропе дорог,
Стал мира Киблой твоего двора порог.